# Polygala conferta
Polygala conferta là một loài thực vật có hoa trong họ Polygalaceae. Loài này được A.W. Benn. ex Hemsl. miêu tả khoa học đầu tiên năm 1878.